# The Beatles. Иллюстрированный справочник

## Описание
Справочник состоит из 7 разделов, а именно: The BEATLES (C. 6-512), Pete BEST (C. 513—519), George HARRISON (C. 520—569), John LENNON (C. 570—678), Paul McCARTNEY (C. 679—788), Ringo STARR (C. 789—826) и Stuart SUTCLIFFE (C. 827—830).

### Дискография
Сюда вошли SP (single play), EP (extended play) и LP (long play), выпущенные в 16 странах. Основная часть — диски, изданные в Великобритании и США. Издания других стран были включены только в том случае, если их содержание отличается от британских и американских изданий.
Указаны: страна и точная дата выпуска, фирма звукозаписи и каталожный номер для LP (соответственно — для EP и SP), компакт-дисков (CD) и аудиокассет (C). В случае если в различных источниках указываются разные даты выпуска, то приводится первая из них, а остальные — в скобках. Варианты приводятся через «/». Номера LP, CD и C разделяются «//».
Диски расположены в хронологическом порядке — по дате первого выпуска, а в случае совпадения дат — в алфавитном порядке по названиям (полный список дисков в алфавитном порядке — на C. 831—837).
Песни в попурри (medley) перечислены через «;» и помещены в скобки. В случае, когда на дисках какие-либо песни исполняют другие артисты, после композиции (в скобках), указывается имя исполнителя или название группы.
Многие из представленных в разделе The BEATLES LP в некоторых источниках указываются как бутлеги или записи, имеющие неустановленный официальный статус. Но в отдельных источниках они включаются в официальную дискографию группы. Это относится практически ко всем дискам, содержащим материалы выступлений группы в Star-Club, Гамбург, Германия, а также прослушивания на фирме Decca.
Все записи разделены на «Общую дискографию», «Интервью» и «Кавер-версии». В разделе «Кавер-версии» приведены альбомы и синглы с песнями The BEATLES и участников группы в исполнении других артистов.
В разделе The BEATLES не приводятся комментарии к синглам, так как вся необходимая информация содержится в комментариях к песням лицевой стороны сингла (см. раздел «Произведения» на C. 118—258).

### Произведения
Сюда включена информация о песнях и инструментальных композициях, выпущенных на официальных дисках. Произведения расположены в алфавитном порядке. В скобках после названия указаны авторы.
Для песен The BEATLES указаны следующие сведения:
- список артистов, принимавших участие в записи, и музыкальные инструменты;
- дата и место записи;
- дата первого выпуска (на официальных синглах и альбомах) в Великобритании и США;
- издания: ссылка на раздел «Дискография» с указанием номера SP, EP или LP и порядковым номером композиции на диске (указан в квадратных скобках);
- комментарий, включающий также информацию об успехах песен и синглов в хит-парадах.

Для сольных произведений указаны авторы и перечень изданий. Произведения, входившие в репертуар The BEATLES и в репертуар экс-битлов указаны как в разделе The BEATLES, так и в разделах о сольном творчестве.

### Нотография
Приведены ссылки на тексты (на англ. и рус. яз.) и ноты песен The BEATLES.

### Фильмография
Приведена информация о 281 фильме (с 1963 по 1998 г.): The BEATLES — 117 фильмов (F1 — F117), George HARRISON — 39 фильмов (F 118 — F 156), John LENNON — 53 фильма (F 157 — F 209), Paul McCARTNEY — 42 фильма (F 210 — F 251), Ringo STARR — 30 фильмов (F 252 — F 281).